# Stay the Ride Alive
『Stay the Ride Alive』（ステイ ザ ライド アライブ）は、2010年1月1日にGACKTが発表した楽曲、および同曲を収録したシングル。通算37枚目のシングルである。

## 解説
- 前作『雪月花 -The end of silence-/斬〜ZAN〜』から1か月後に発売され、2か月連続のシングルリリースとなった。
- CD+DVD2枚組、CD+DVD、CDのみの3形態で発売される。
- GACKTが『仮面ライダーシリーズ』の主題歌を歌うのは、30枚目のシングル「Journey through the Decade」（TVシリーズ『仮面ライダーディケイド』の主題歌）、35枚目の「The Next Decade」（映画『仮面ライダーディケイド オールライダー対大ショッカー』の主題歌）に続いて3曲目となる。
- 後にGACKTがレコード会社をエイベックスに移籍したため、事実上、この作品からエイベックスでの発売となる。

## 収録曲

### CD
- 全作詞:藤林聖子、全作曲:Ryo

1. Stay the Ride Alive
  - 編曲:中川幸太郎 & Ryo

東映配給映画『仮面ライダー×仮面ライダー W&ディケイド MOVIE大戦2010』主題歌。
PVには同作品で門矢士／仮面ライダーディケイド役として主演を務める井上正大とGACKT本人、仮面ライダーWが出演し、30枚目のシングル「Journey through the Decade」のPVに登場したGACKT自身のライダーカードが演出として登場している。
2. Stay the Ride Alive Classic Edit.
  - 編曲:中川幸太郎

この曲は、どのアルバムにも収録されておらず、このシングルのみに収録されている。
3. Stay the Ride Alive (instrumental)

### 初回限定盤 DVD
1. Stay the Ride Alive PV

## 楽曲の収録アルバム
- BEST OF THE BEST vol.1 -WILD- (#1)